# Jan Olieslagers
 Jan ou Jean Olieslagers  est né le 14 mai 1883 à Anvers et est mort le 23 mars 1942 à Berchem (Anvers). Il était un pionnier de la moto, de l'aviation, un as de l'aviation belge de la Première Guerre mondiale et le doyen des aviateurs belges.

## Biographie
Jan Olieslagers, né le 14 mai 1883, est le fils de Léonard Olieslagers, ouvrier originaire de Hollande qui travaille sur l'entretien des quais, et Johanna Coppens. En avril 1895, il perd son père à onze ans et est forcé de travailler très tôt sur un chantier de réparation de bateaux. Il travaille également pendant ses temps libres chez un fabricant de vélos. C'est là que commence sa passion pour le vélo.
À l'âge de 14 ans, il devient coureur cycliste. En 1901, il devient un motocycliste de renommée internationale et décroche en 1902 le titre de Champion du monde de vitesse pure. Il accumule les records en étant premier à passer les 100 km en une heure.
Au niveau professionnel, il est engagé en 1901 par la firme belge de motocyclettes Minerva et, en 1902, installe une agence de cette firme à Paris. C'est en visitant le terrain d'aviation d'Issy-les-Moulineaux près de Paris qu'il fait, en 1909, la connaissance du célèbre pionnier de l'aviation brésilien Santos-Dumont. Il contracte alors le virus de l’aviation. Au mois de septembre 1909, Jan Olieslagers vole pour la première fois sur un Blériot XI, modèle qui a permis la traversée de la Manche en 1909.
Le 31 mars 1910, il reçoit son brevet de pilote civil belge FAI no 5 à l'école de Bollekens, et gagne plusieurs prix lors de la deuxième édition de la Grande Semaine d'aviation de la Champagne en 1910. Le 7 juillet 1910, il bat le record du monde de distance et de durée en avion soit 392 km et 5,03 heures, le 24 juillet 1910 à Bruxelles, il remporte trois prix au cours d'un meeting aérien :  le prix de durée (32 minutes, 3 secondes, 4/5), le prix de la totalisation des hauteurs et le prix quotidien de hauteur (1 140 mètres) , le 30 juillet 1910, il bat le record d'altitude, volant à 1 439 mètres de hauteur, lors du meeting national d’aviation de Stockel, avec un biplan . Le 3 août 1910, il bat de nouveau le record du monde d'altitude avec 1 524 mètres et en juillet 1911, il établit un nouveau record du monde de distance et de durée avec 625 km et 7,18 heures sur avion Blériot
En 1913, il a battu sept records aériens.

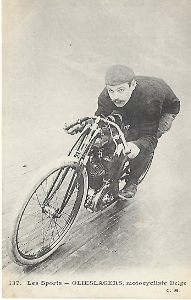
Motocycliste.
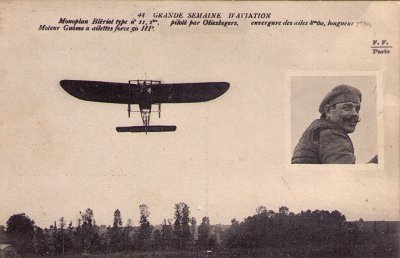
En 1909 à la Grande semaine d'aviation de la Champagne,
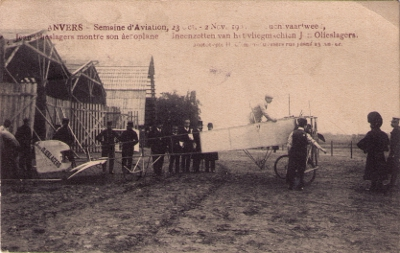
et Anvers,
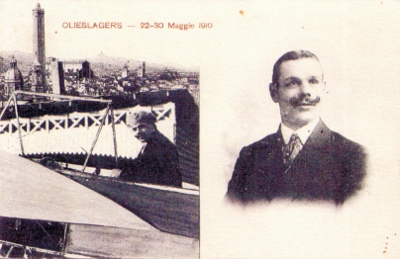
1910 en Italie.

### Première Guerre mondiale

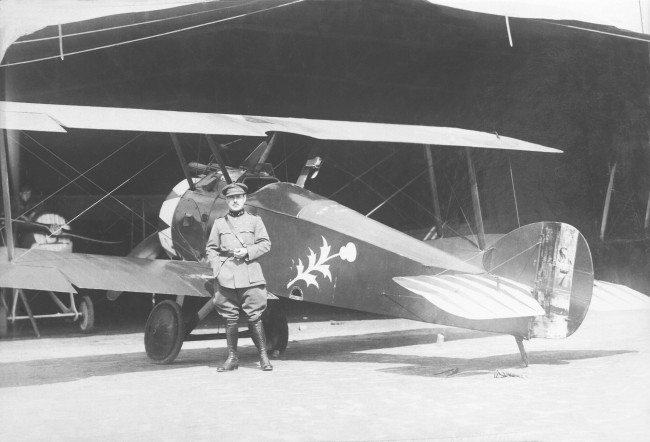
Jan Olieslagers devant un Sopwith Camel de la 9e escadrille de chasse.

Il s'engage comme volontaire avec ses deux frères Jules et Max en amenant son Blériot XI, comme observateur, et accepté pour la position d'Anvers.
le 1er août 1914, il est à la disposition du roi, avec son Blériot, sa voiture et ses mécaniciens. Le 3 août 1914 ou le 4, il est fait caporal et entre le même jour dans l'escadrille de Théophile Wahis comme spécialiste de la reconnaissance, et le 13 août 1914 il est promu sergent. Le 1er octobre 1914 ou le 25 novembre 1914, il devient 1er sergent et admis dans la 1re escadrille de chasse d'Arsène Demanet, à Saint-Pol-lez-Dunkerque.
Le 5 janvier 1915, il s'écrase et en sort gravement blessé.
Par décision ministérielle du 18 mars 1915, il est commissionné sous-lieutenant pour la durée de la guerre, et désigné pour l'aviation militaire. Le juin 1915, il est à la 2e escadrille sur Nieuport N 10 Scout

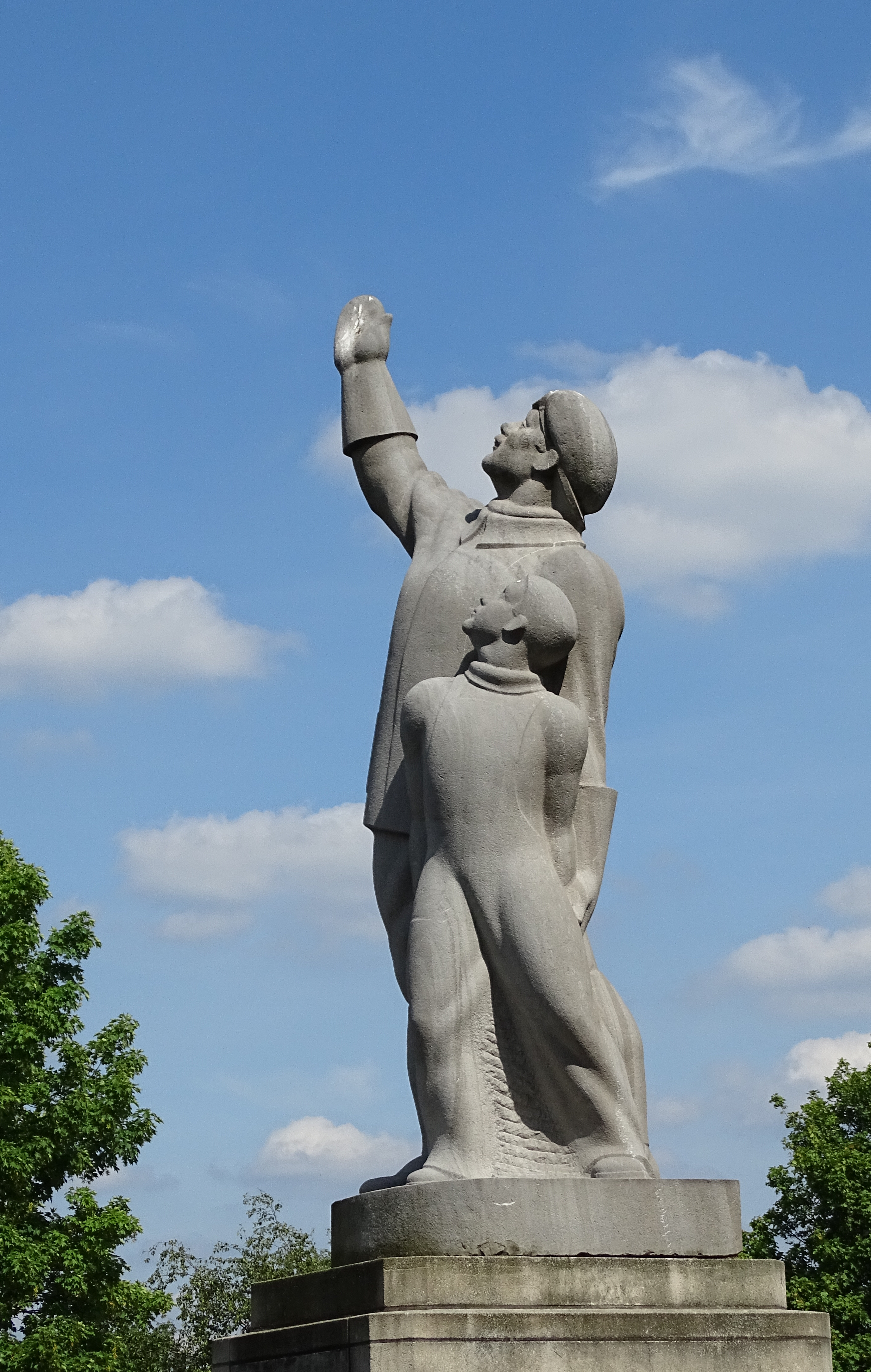
Sa statue à Anvers.

C'est le 6 septembre 1915, qu'il participe à son premier combat aérien. Il devint le premier pilote belge à abattre un avion le 12 septembre 1915 en forçant un Aviatik C.I à atterrir. Son Nieuport 10, baptisé le démon était peint en camouflage. Il obtint quatre autres victoires non confirmées avant de passer sur Nieuport 11 avec lequel il obtint sa deuxième victoire le 17 juin 1916 en détruisant un Fokker D.II au-dessus de la Belgique. Il reçut un Hanriot HD.1 en 1917. Il fit un atterrissage forcé aux Moëres et resta quatre jours dans le coma avant de pouvoir retourner au combat en janvier 1918.
Le 30 juin 1917, il est commissionné lieutenant pour la durée  de la guerre à la 1ère escadrille, puis à la 9e escadrille. C'est à Schoore qu'il abat son 5e avion allemand le 19 mars 1918, mais le 10 avril 1918 il est touché à son tour  au-dessus de Gand et s'écrase dans un bois. Il abat son 6e avion allemand le 3 mai 1918.
Il avait fait 518 sorties, 97 combats aériens, 6 victoires homologuées et 17 victoires non confirmées.
Il n'est démobilisé que le 23 septembre 1919 et continue ensuite à être attaché à l'armée de l'air belge comme lieutenant de réserve. Il ouvre un garage automobile et travaille à la création de l'aéroport d'Anvers.. En 1919, il est à la 6e escadrille et mis en congé sans solde le 29 septembre 1919, admis dans les cadres de réserve, après retrait de la commission au grade de lieutenant pour la durée de la guerre et pensionné à partir du 1er mars 1923.
Il décède à Anvers, le 23 mars 1942 d'un cancer alors que son pays était encore sous occupation allemande. Il a été inhumé au carré militaire belge du cimetière Schoonselhof d'Anvers.

## Distinctions[2]
- Officier de l'ordre de Léopold (Belgique).
- Officier de l'ordre de la Couronne (Belgique).
- Officier de l'ordre de Léopold II avec glaives (Belgique).
- Croix de guerre 14-18 avec palmes (Belgique).
- Croix de l'Yser  (Belgique).
- Croix du Feu (Belgique).
- Médaille du Volontaire Combattant (Belgique).
- Médaille de la Victoire et Commémorative 14-48 (Belgique).
- Chevalier de la Légion d'honneur (France).
- Croix de guerre 1914–1918, palme d'argent (France).
- Ordre de Saint-Stanislas avec glaives (Russie).
- Médaille d'or serbe pour la Bravoure.

## Hommages
- Une statue lui a été érigée à l'entrée de l'aéroport d'Anvers-Deurne, œuvre de Willy Kreitz ;
- Une avenue porte son nom à Woluwe-Saint-Pierre et à Vilvorde et une rue à Anvers.